# Уоррен, Джон Борлэз
Джон Борлэз Уоррен (Варрен) (англ. Sir John Borlase Warren, 1st Baronet; 2 сентября 1753 — 27 февраля 1822) — баронет, английский адмирал, посол в Санкт-Петербурге.

## Биография
Родился 2 сентября 1753 года в Стэплфорде (Ноттингемшир). В 1769 году поступил в колледж Эммануэля в Кембридже, но в 1771 году, не закончив образования, решил выбрать службу в Королевском флоте. Три года спустя был избран членом парламента от Грейт-Марлоу и покинул строй. Пожалованный в 1775 году титулом баронета, Уоррен вернулся на службу в 1777 году и через два года получил в командование корабль. Перемежая учебу со службой, получил степень бакалавра в 1773 году, и степень магистра в 1776.
В эпоху французской революции, командуя в чине коммодора отрядом фрегатов, Уоррен в 1794 году захватил три французских военных корабля и, находясь затем в крейсерстве, за один только 1796 год захватил в плен и потопил 220 французских кораблей, включая 37 боевых, подрывая французскую торговлю в Ла-Манше.
Самым славным делом Уоррена было участие в октябре 1798 года в бою с французской эскадрой, вёзшей 5-тысячный десант в Ирландию. Состоя в эскадре адмирала Бридпорта, Уоррен получил особую задачу — не допустить этой высадки. После ожесточённой схватки Уоррен взял в плен французский линейный корабль фр. Hoche и три фрегата, совершенно расстроив предприятие французов. 12 февраля 1799 года сэр Джон был произведён в чин контр-адмирала синей эскадры
В 1797-1806 годах сэр Джон занимал пост члена Парламента от Ноттингема, а в 1807 году от Букингема.
В 1802 году Уоррен был назначен членом Тайного совета и специальным посланником в Санкт-Петербург, но в 1804 году опять вернулся в строй. 9 ноября 1805 года сэр Джон был произведён в чин вице-адмирала синей эскадры.
13 марта 1806 года, между островом Св. Елены и мысом Доброй Надежды, командуя эскадрой из семи линейных кораблей и двух фрегатов, Уоррен вступил в бой с французским 74-пушечным кораблем Marengo и 40-пушечным фрегатом Belle-Poule под командованием вице-адмирала Линуа и захватил в плен оба.
В 1810 году он был произведён в адмиралы синей эскадры. С 1807 по 1810 был командиром Галифакской эскадры в водах американских владений Великобритании. В 1812—1814 годах был командующим вновь созданной Североамериканской станции, и координировал все военные действия на море против Соединённых Штатов, включая морскую блокаду, борьбу с приватирством и защиту британских баз. 7 июля 1814 года сэр Джон был произведён в чин адмирала белой эскадры.
После окончания наполеоновских войн, 2 января 1815 года сэр Джон стал рыцарем большого креста ордена Бани.
В 1815 году Уоррен был назначен полномочным послом в Санкт-Петербург.
Скончался 27 февраля 1822 года в Гринвичском госпитале.
В военно-морской литературе Уоррен известен, как автор книги «Картина морского могущества Великобритании» (Лондон, 1821).